# Coupe d'Europe des vainqueurs de coupe féminine de handball 2010-2011
Navigation
Coupe des coupes 2009-2010 Coupe des coupes 2011-2012
La Coupe d'Europe des vainqueurs de coupe de handball féminin 2010-2011 est la 35e édition de la Coupe d'Europe des vainqueurs de coupe de handball féminin, compétition de handball créée en 1976 et organisée par l'EHF.

## Formule
La Coupe des Vainqueurs de Coupe est également appelée C2. Elle regroupe, au 2e tour, 32 équipes. Il est d’usage que les vainqueurs des coupes nationales respectives y participent.

L’arrivée régulière des clubs éliminés de la Ligue des Champions a considérablement relevé le niveau de cette Coupe d’Europe. L’ensemble des rencontres se dispute en matches aller-retour, y compris la finale. 

## Quarts de finale
| Date Aller   | Club                       | Aller   | Total   | Retour  | Club               | Date Retour  |
| ------------ | -------------------------- | ------- | ------- | ------- | ------------------ | ------------ |
| 18 mars 2011 | Lugi HB                    | 24-29   | 56 - 54 | 32-25   | HSG Blomberg-Lippe | 19 mars 2011 |
| 13 mars 2011 | CB Mar Alicante            | 24 - 22 | 55 - 53 | 21 - 21 | Rostov-Don         | 20 mars 2011 |
| 13 mars 2011 | Toulon St-Cyr Var Handball | 24 - 23 | 50 -60  | 26 - 37 | FTC Budapest       | 19 mars 2011 |
| 13 mars 2011 | Zvezda Zvenigorod          | 26 - 29 | 55 - 57 | 29 - 28 | Metz Handball      | 19 mars 2011 |

## Demi-finales
| Date Aller    | Club          | Aller | Total  | Retour  | Club            | Date Retour   |
| ------------- | ------------- | ----- | ------ | ------- | --------------- | ------------- |
| 10 avril 2011 | Metz Handball | 27-31 | 56 -58 | 29-27   | FTC Budapest    | 17 avril 2011 |
| 9 avril 2011  | Lugi HB       | 24-22 | 46 -50 | 22 - 28 | CB Mar Alicante | 16 avril 2011 |

## Finale
| Date Aller | Club         | Aller   | Total   | Retour | Club            | Date Retour |
| ---------- | ------------ | ------- | ------- | ------ | --------------- | ----------- |
| 8 mai 2011 | FTC Budapest | 34 - 29 | 57 - 52 | 23-23  | CB Mar Alicante | 15 mai 2011 |

## Les championnes d'Europe
| Championne d'Europe EHF des vainqueurs de coupe 2011 FTC Budapest 2e titre |